# Regione a statuto ordinario

In rosso le regioni a statuto ordinario

Una regione a statuto ordinario è una regione della Repubblica italiana avente uno statuto, quale fonte dell'ordinamento regionale. Le forme e condizioni di autonomia sono stabilite dalla Costituzione e lo statuto ordinario delle stesse viene approvato con legge regionale statutaria.
Queste regioni si differenziano da quelle dotate di uno statuto speciale, approvato con una legge costituzionale che definisce le forme e condizioni di autonomia speciale.

## Storia
Il primo statuto regionale, quello speciale della Regione Siciliana, fu promulgato già durante la monarchia, il 15 maggio 1946, poi divenuto con la Repubblica legge costituzionale nº 2 del 26 febbraio 1948. Nello stesso giorno sono stati emanati gli statuti delle altre 3 regioni ad autonomia speciale, a parte il Friuli Venezia Giulia, promulgato nel 1963.
Nonostante la Costituzione del 1948 avesse previsto la presenza delle Regioni come enti territoriali politicamente ed economicamente autonomi, tuttavia le regioni a statuto ordinario furono istituite concretamente solo nel 1970. Lo Stato trasferiva con legge o atto equiparato alle Regioni le funzioni amministrative, anche se si trattava di un trasferimento parziale. Una prima svolta nella ripartizione delle funzioni si è avuta con la legge 15 marzo 1997, n. 59 che prevedeva l'attribuzione delle funzioni amministrative alle Regioni anche per quanto riguarda la cura e la promozione dello sviluppo delle rispettive comunità e non solo per le materie in cui aveva competenza legislativa. 
La legge costituzionale 22 novembre 199, n. 1 del 1999 ha modificato la forma di governo regionale, introducendo l'elezione popolare diretta del Presidente della Giunta. La legge costituzionale 18 ottobre 2001, n 3 ha modificato il titolo V, parte II, della Costituzione. Tale riforma ha profondamente mutato i rapporti tra Stato, Regioni ed Enti Locali, introducendo elementi di federalismo nell'ordinamento costituzionale. Con la riforma del 2001 si è superato il "principio di parallelismo delle funzioni", in base al quale in precedenza la competenza legislativa attraeva a sé anche quella amministrativa. Oggi, ai sensi del riformato art. 118 Cost., l'attribuzione della generalità delle funzioni amministrative è riservata ai Comuni sulla base dei principi di: sussidiarietà (l'ente di livello superiore interviene solo quando l'amministrazione più vicina ai cittadini non possa da sola assolvere al compito), differenziazione (enti dello stesso livello possono avere competenze diverse) ed adeguatezza (le funzioni devono essere affidate ad enti che abbiano requisiti sufficienti di efficienza).
Un altro passo verso la maggiore autonomia delle Regioni si è avuto con la legge 26 giugno 2024, n. 86 che ha modifica dell'art. 117 Cost: il testo precedente elencava le materie su cui le regioni avevano potestà legislativa (concorrente), riservando tutte le altre materie alla potestà legislativa dello Stato. Un'ulteriore tipologia di competenza spettante alle Regioni, era quella cosiddetta Integrativa - facoltativa: la disciplina della materia spettava allo Stato con legge ordinaria, nella quale potevano essere definiti spazi di intervento della regione nei casi e modi prescritti. Ora invece il nuovo art. 117 elenca le materie di potestà legislativa esclusiva dello Stato, le materie di potestà legislativa concorrente e la riserva alle regioni la potestà legislativa (residuale) per le materie non espressamente riservate alla legislazione statale.

## Caratteristiche

### Lo statuto ordinario
Secondo l'art. 123 della Costituzione lo Statuto ordinario "è approvato e modificato dal Consiglio regionale con legge approvata a maggioranza assoluta dei suoi componenti, con due deliberazioni successive adottate ad intervallo non minore di due mesi. Il Governo può promuovere la questione di legittimità costituzionale sugli statuti regionali dinanzi alla Corte costituzionale entro trenta giorni dalla loro pubblicazione. Lo statuto è sottoposto a referendum popolare qualora entro tre mesi dalla sua pubblicazione ne faccia richiesta un cinquantesimo degli elettori della Regione o un quinto dei componenti il Consiglio regionale".
In seguito alla promulgazione da parte del Presidente della Regione si passa alla pubblicazione sul Bollettino Ufficiale della Regione. Per quanto riguarda le materie, lo Statuto deve disciplinare obbligatoriamente “la forma del governo e i principi fondamentali di organizzazione e funzionamento” della Regione, l'iniziativa delle leggi, il referendum e la pubblicazione degli atti normativi.
Lo Statuto ordinario è la fonte primaria regionale, gerarchicamente subordinata alla Costituzione. L'articolo 123 della Costituzione prevede per lo Statuto un contenuto "necessario" che va a disciplinare e regolamentare una serie di norme che vanno a definire la forma di governo, il diritto di iniziativa e del Referendum su leggi regionali e provvedimenti amministrativi, nonché la pubblicazioni delle leggi regionali e dei regolamenti regionali, la modalità di elezione degli organi principali dello statuto, e le modalità di elezione del Presidente della Giunta regionale (vedi artt. 121-126 Cost), gli organi, i rapporti tra di loro e le rispettive competenze (vedi art. 121 Cost).
Non si possono determinare negli Statuti: gli organi della Regione e le competenze, (fissati già dall'art. 121 Cost.) e il sistema elettorale e la durata degli organi elettivi (già fissati dagli artt. 122-126).

### Forme e condizioni particolari di autonomia
Nell'ambito dell'organizzazione della giustizia di pace, delle norme generali sull'istruzione e della tutela dell'ambiente, dell'ecosistema e dei beni culturali, nonché di tutte le materie attinenti alla competenza concorrente, le Regioni possono conseguire - su propria iniziativa, con legge statale approvata a maggioranza assoluta previa intesa con lo Stato - un'autonomia differenziata, prevista dall'art. 116, comma 3, della Costituzione.

### Limiti alla potestà legislativa
La potestà legislativa concorrente consiste nel compito da parte dello Stato di dettare i principi fondamentali della materia (legge cornice), mentre spetta alle Regioni la disciplina di dettaglio, nel rispetto dei limiti statali. Qualora ciò non avvenga la violazione da parte della Regione è costituzionalmente illegittima perché la legge cornice rappresenta una norma interposta tra una disposizione costituzionale e una legge regionale. 
Casi particolari sono quelli in cui manchi o la disciplina di dettaglio o la legge cornice: nel primo caso è permesso l'intervento statale nel dettare la disciplina di dettaglio in attesa della competente legge regionale. Da ricordare che questi atti normativi statali sono “cedevoli” poiché perdono efficacia quando la regione adotta una sua disciplina di attuazione. Nel caso in cui manchi la legge cornice, la regione può emanarla rispettando quelli che sono i principi legislativi in via interpretativa delle leggi vigenti in quella determinata materia. Per quanto riguarda la potestà esclusiva dello Stato, diverse sono le materie che tagliano la competenza regionale. Tali materie sono definite trasversali e un esempio è rappresentato dalla lettera m) art. 117.2, determinazione dei livelli essenziali di prestazioni concernenti i diritti civili e sociali che devono essere garantiti su tutto il territorio nazionale (es. LEA: LIVELLI ESSENZIALI DI ASSISTENZA).
Prima della riforma le Regioni incontravano vari limiti nell'esercizio della potestà legislativa: limiti di legittimità e di merito. I primi potevano essere fatti valere dal Governo davanti alla Corte costituzionale, i secondi di fronte alle Camere. Per quanto riguarda i limiti di legittimità essi erano divisi in limiti generali, validi per ogni tipo di legge locale e limiti specifici dei vari livelli di potestà. I limiti generali erano connessi in parte alla “natura” della legge regionale come fonte primaria (legge Costituzionale) e in parte alla “natura” derivata dell'ente Regione (limite degli obblighi internazionali).
Nell'art. 117 comma 1 il Legislatore statale è parificato al Legislatore regionale nel rispetto non solo degli obblighi comunitari ma anche degli obblighi internazionali. Inoltre ai sensi dell'art. 117.9 alle Regioni è consentito stipulare “accordi con gli Stati e intese con enti territoriali interni di altro Stato”, riservando alla legge statale la disciplina dei “casi e delle forme” di tale esercizio.

## Le regioni
| Emblema | Regione        | Superficie | Mappa |
| ------- | -------------- | ---------- | ----- |
|         | Abruzzo        | 10.832 km² |       |
|         | Basilicata     | 10.073 km² |       |
|         | Calabria       | 15.222 km² |       |
|         | Campania       | 13.671 km² |       |
|         | Emilia-Romagna | 22.510 km² |       |
|         | Lazio          | 17.242 km² |       |
|         | Liguria        | 5.418 km²  |       |
|         | Lombardia      | 23.864 km² |       |
|         | Marche         | 9.344 km²  |       |
|         | Molise         | 4.461 km²  |       |
|         | Piemonte       | 25.387 km² |       |
|         | Puglia         | 19.541 km² |       |
|         | Toscana        | 22.987 km² |       |
|         | Umbria         | 8.456 km²  |       |
|         | Veneto         | 18.346 km² |       |

## Fonti normative
- Costituzione: articoli 114, 116³, 117, 118, 123.
- Leggi statali: 59/1997, 2/2001.
- Leggi costituzionali: 2/1948, 3/1948, 4/1948, 5/1948, 1/1963, 1/1999, 3/2001 e s.m.i.